# 雷明登斯巴達100霰彈槍
雷明登斯巴達100（英語：Remington Spartan 100）是單發中折式霰彈槍。它是經典的俄羅斯霰彈槍IZh-18的衍生型，由伊熱夫斯克機械廠製造及以「貝加爾」（Baikal）的品牌外銷。 由雷明登武器公司（Remington Arms）行銷及配佈。
斯巴達100使用2¾英吋或3英寸的霰彈。使用穿栓保險與可選的退殼器或拋殼器。

## 型號

### SPR100
標準的SPR100型有藍化機匣、硬木製的槍托與槍床前部、固定的收束器。12鉛徑的槍管長20英吋，20鉛徑或.410號徑的槍管長26英吋。質量有6½英磅。
SPR100的升級版的鍍镍的機匣、胡桃木的槍托與槍床前部、旋入式的收束器。12鉛徑長29½的槍管。

### SPR100 Sporting
SPR100 Sporting型有鍍鎳的機匣、胡桃木的槍托與槍床前部、旋入式的收束器。槍管被鑽孔以減少後座力。

### SPR100 Youth
SPR100 Youth的20號徑或.410號徑的槍管長24英吋。質量有6¼英磅。